# Мастер Каламарка
Мастер Каламарка или Мастер из Каламарки (исп. Maestro de Calamarca, предположительно Хосе Лопес де лос Риос, José López de los Ríos; XVII или XVIII век, Вице-королевство Перу) — неизвестный боливийский художник, принадлежавший к школе Куско, колониальному движению в искусстве, объединившему художников коренного происхождения, обученных испанской религиозной живописи, преимущественно в стиле барокко.
Наряду с Диего Киспе Тито и Басилио Санта Крус Пумакальяо, считается одним из наиболее известных представителей школы Куско. Жил и творил в колониальную эпоху в XVII веке в Вице-королевстве Перу на нынешней территории Боливии.
Известен прежде всего созданными им двумя сериями изображений ангелов для церкви г. Каламарка в современном боливийском департаменте Ла-Пас. Картины, написанные художником маслом на дереве считаются яркими примерами латиноамериканского барокко (barroco americano). Они демонстрируют свой собственный местный стиль, который сочетает в себе элементы понимания искусства и религии коренного населения, ввезенным из Европы, в сочетании цветов и выбора предмета изображения.

## Картины мастера Каламарка
- Архангел Гавриил
- Архангел Варахиил
- Ангел с колосьями